# Veto (album)
Veto – siódmy album studyjny niemieckiej grupy muzycznej Heaven Shall Burn, wydany 19 kwietnia 2013 nakładem Century Media.
Materiał na album powstawał w 2012. Do nagrań doszło na przełomie 2012/2013 od listopada do stycznia. Większość partii została zarejestrowana w studio Rape Of Harmonies w miejscowości Triptis, należącym do gitarzysty grupy, Alexandra Dietza, który był producentem albumu. Wyjątek stanowiły ślady perkusji, które nagrano w Antfarm Studio w duńskim Aarhus u boku Tue Madsena, który również był producentem albumu.
W lutym 2013 jako pierwszy utwór z albumu został upubliczniony "Land of the Upright Ones", a wraz z nim zaprezentowano okładkę płyty. W marcu 2013 drugą ujawniononą kompozycją była piosenka "Die Stürme rufen dich".
Za datę oficjalnej premiery albumu przyjęto dzień 19 kwietnia 2013 (premiera odbyła się w niemieckojęzycznych krajach: Niemcy, Austria, Szwajcaria oraz Norwegia). Dla reszty Europy i świata obowiązywały inne terminy: dla Finlandii, Australii i Nowej Zelandii 26 kwietnia, zaś dla Stanów Zjednoczonych i Kanady 30 kwietnia. Płyta była promowana teledyskiem do utworu "Hunters Will Be Hunted", w którym wystąpiła gościnnie szwajcarska modelka Denise Rombouts. Reżyserem obrazu jest Philipp Hirsch.
W maju 2013 album znalazł się na drugim miejscu listy German Album Charts.

## Wydania i wersje
Wersje rozszerzona płyty zawierają:
1. Blizzard Over England Mix – wersja alternatywna albumu z całością materiału, który zmiksował Colin Richardson[12]. Nazwa wzięła się od czasu, w którym producent przygotowywał miks - w Europie były trudne warunki pogodowe w związku z opadami śniegu.
2. 500.Live (Live in Saalfeld, 21. December 2012) – zapis koncertu grupy zarejestrowanego 21 grudnia 2012 w rodzinnym mieście członków HSB, Saalfeld/Saale. Tego dnia zespół zagrał jubileuszowy koncert numer 500, który był jednocześnie uczczeniem 15-lecia istnienia zespołu. Jako towarzysząca wystąpiła zaprzyjaźniona formacja Caliban, która także obchodziła 15-lecie istnienia, zaś na jej analogicznym jubileuszu dzień wcześniej wystąpił gościnnie Heaven Shall Burn[13][14]. Materiał zmiksował gitarzysta grupy, Alexander Dietz.

Wydania albumu:
- Standardowe – płyta Veto.
- Limitowana edycja 2CD – poszerzona wkładka, utwór bonusowy "European Super State" i zapis koncertu 500.Live.
- Limitowana edycja 3CD Box Set (dostępne w Niemczech, Austrii i Szwajcarii) – stanowi ją wersja 2CD poszerzona o wersję alternatywną płyty Blizzard Over England Mix oraz gadżety: pasek do spodni, smycz, plakat w rozmiarze A3 i inne.
- CD z wersją główną płyty zmiksowaną przez Tue Madsena i LP (winyl) z wersją alternatywną Blizzard Over England Mix zmiksowaną przez Colina Richardsona.

## Lista utworów
1. "Godiva" – 4:19
2. "Land of the Upright Ones" – 4:08
3. "Die Stürme rufen dich" – 4:00
4. "Fallen" – 4:30
5. "Hunters Will Be Hunted" – 5:59
6. "You Will Be Godless" – 3:10

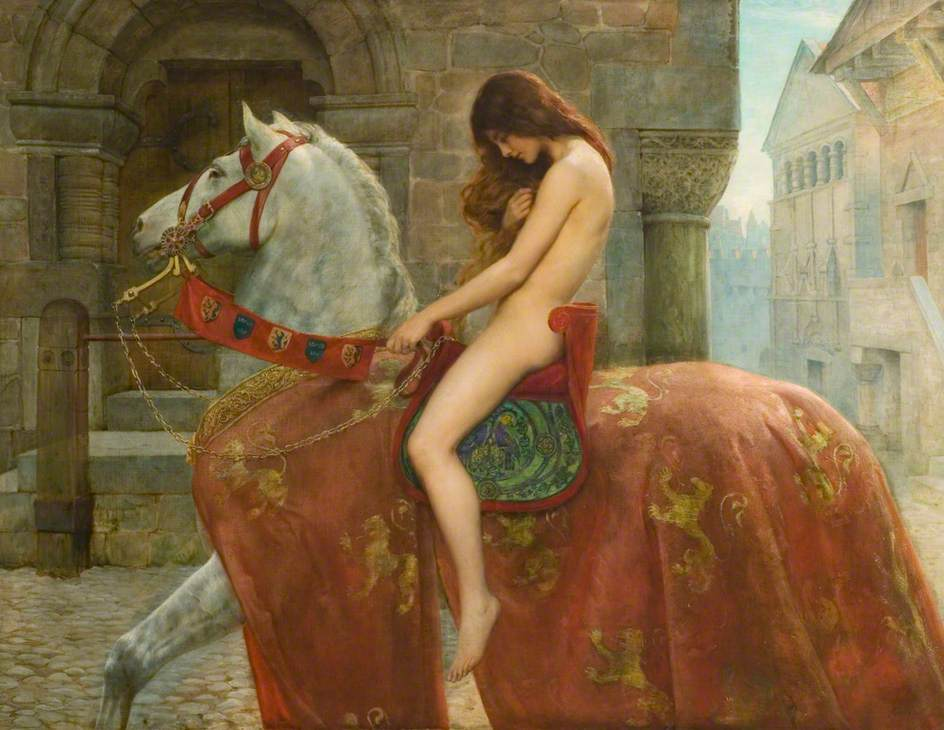
Obraz Johna Colliera pt. Lady Godiva przedstawiony na okładce płyty

7. "Valhalla" (cover Blind Guardian) – 5:30
8. "Antagonized" – 3:34
9. "Like Gods Among Mortals" – 4:20
10. "53 Nations" – 4:06
11. "Beyond Redemption" – 5:47

Utwory bunusowe
12. "European Super State" (cover Killing Joke) – 4:30
13. "Rivers Run Red" (cover Life of Agony)
| 500.Live |
| --- |
| 1. "Counterweight" - 4:28 2. "Profane Believers" - 3:35 3. "The Only Truth" - 4:24 4. "The Omen" - 3:54 5. "Voice of the Voiceless" - 4:14 6. "Behind A Wall Of Silence" - 3:52 7. "Combat" - 3:43 8. "Forlorn Skies" - 4:17 9. "Whatever It May Take" - 3:48 10. "The Disease" - 3:03 11. "Trespassing The Shores Of Your World" - 5:30 12. "Endzeit" - 5:29 13. "Black Tears" - 3:12 14. "To Inherit The Guilt" - 3:28 15. "The Weapon They Fear" - 4:15 |

| Blizzard Over England Mix |
| --- |
| 1. "Godiva" – 4:23 2. "Land of the Upright Ones" – 4:07 3. "Die Stürme rufen dich" – 4:18 4. "Fallen" – 4:35 5. "Hunters Will Be Hunted" – 5:58 6. "You Will Be Godless" – 3:09 7. "Valhalla" (cover Blind Guardian) – 5:30 8. "Antagonized" – 3:33 9. "Like Gods Among Mortals" – 3:32 10. "53 Nations" – 4:12 11. "Beyond Redemption" – 5:42 |

## Twórcy
Skład zespołu
- Marcus Bischoff – śpiew
- Maik Weichert – gitara elektryczna, teksty
- Eric Bischoff – gitara basowa
- Matthias Voigt – perkusja
- Alexander Dietz – gitara elektryczna, producent muzyczny, inżynier dźwięku, miksowanie i mastering zapisu koncertu z 21.12.2012

Udział innych
- Dan Wilding (Carcass) – dodatkowa perkusja
- Patrick W. Engel – dodatkowa gitara prowadząca i gitara basowa
- Alexander Kopp, Ralf Klein (Macbeth) – dodatkowe gitary w utworze "Land of the Upright Ones"
- Rob Franssen, Dominik Stammen (Born from Pain) – śpiew w utworze "Die Stürme rufen dich"
- Hansi Kürsch (Blind Guardian) – śpiew w utworze "Valhalla"
- René Liedtke (Blind Guardian) – dodatkowa gitara w utworach "Valhalla" i "Beyond Redemption"
- Alexander Kopp, Benjamin Mahnert, Elsterglanz, Hansi Kürsch, Katharina Radig, Patrick W. Engel, Ralf Klein, René Liedtke – chór w utworze "Valhalla"
- Katharina Radig – śpiew w utworze "European Super State"
- Tue Madsen – miksowanie i mastering albumu głównego
- Colin Richardson – miksowanie i mastering alternatywnej wersji albumu
- Patrick Wittstock – projekt graficzny

## Inne informacje
- Od premiery poprzedniej płyty Heaven Shall Burn upłynęło trzy lata, zaś wcześniej pauzy pomiędzy albumami wynosiły zazwyczaj dwa lata. Wpływ na dłuższą przerwę miały m.in. kłopoty zdrowotne perkusisty Matthiasa Voigta. Przy nagrywaniach materiału na Veto część pracy w studio wykonał angielski perkusista, Dan Wilding (znany z formacji Carcass i Aborted)[16].
- W nagraniu utworu "Die Stürme rufen dich" głosu użyczyli zaprzyjaźnieni członkowie belgijskiej grupy Born from Pain: Rob Franssen i Dominik Stammen[17], zaś w utworze "Land of the Upright Ones" dodatkowe partie gitarowe zarejestrowali Alexander Kopp i Ralf Klein - muzycy grupy Macbeth, która podobnie jak Heaven Shall Burn, pochodzi z Niemiec Wschodnich i stanowiła inspirację dla członków HSB[6].
- Okładkę płyty stanowi obraz autorstwa Johna Colliera pt. Lady Godiva z 1898 roku, przedstawiający Godivę, żonę saksońskiego hrabiego Mercii, lorda Coventry Leofrica III z XI wieku. Według legendy, gdy poprosiła męża, by złagodził drastyczne zobowiązania finansowe, którymi była obłożona ludność Coventry (Mercja), ten postawił jej warunek. Jeśli Godiva przejedzie konno przez miasto całkowicie naga - obniży podatki. Godiva postanowiła spełnić ów warunek, wymogła jednak na mieszkańcach, by wszyscy pozostali w tym czasie w domach, z zamkniętymi okiennicami, aby jej nie widzieli. W opinii Maika Weicherta temat dzieła odzwierciedla tematykę albumu i stanowi "ikonę dotyczącą walki o sprawiedliwość społeczną"[18]. Treść obrazu została wykorzystana na zasadzie wykupionej licencji[19].
- Tekst utworu "Land of the Upright Ones" został zainspirowany i poświęcony osobie Thomasa Sankary, afrykańskiemu wojskowemu oraz marksistowsko-rewolucyjnemu przywódcy, który przemianował nazwę państwa Górna Wolta na Burkina Faso (dosł. Kraj Prawych Ludzi - stąd tytuł utworu) i został jej pierwszym prezydentem[20].
- Tekst utworu "Hunters Will Be Hunted", według jego autora Maika Weicherta, dotyczy w sposób krytyczny polowań, w tym popularności tzw. hobbystycznych myśliwych odbywających turystykę w tym celu. Członkowie Muzyk oparł się również na słowach Theodora Heussa, pierwszego prezydenta Republiki Federalnej Niemiec w latach 1949–1959, który stwierdził: Polowanie to tylko tchórzliwe określenie szczególnie tchórzliwego morderstwa na innym stworzeniu. Polowanie jest odmianą choroby umysłowej ludzi[21][22]. Tekst utworu stanowi wyrażenie wsparcia dla organizacji Sea Shepherd Conservation Society, działającej na rzecz ochrony przyrody i środowiska morskiego[16]. Do utworu został nakręcony teledysk, którego treścią jest fabuła stylizowana na zimowe polowanie. Uczestniczy w nim jako jedyny członek grupy, wokalista Marcus Bischoff, który wcielił się w postać myśliwego. W odpowiedzi Hartwig Fischer, prezydent Niemieckiego Związku Łowieckiego (niem. Deutschen Jagdschutzverband, DJV), zrzeszającego ok. 357 myśliwych, oświaczył, że słowa utworu HSB nawołują do mordu na myśliwych[23].
- Utwór "Antagonized" opowiada o życiu i pracy protestanckiego pastora Waltera Schillinga, który pomagał m.in. grupie Heaven Shall Burn udostępniając jej pomieszczenia do prób w Braunsdorf. W czasie produkcji płyty duchowny zmarł 31 stycznia 2013 roku w szpitalu w Saalfeld/Saale, w którym na co dzień pracuje wokalista Marcus Bischoff[24][25].
- Utwór "Die Stürme rufen dich" został zainspirowany osobą Víctora Jara[26][27].
- Utwór "Valhalla" stanowi interpretację piosenki pod tym samym tytułem grupy Blind Guardian, opublikowanej pierwotnie na albumie Follow the Blind w 1989 roku. W nagraniu utworu gościnnie wziął udział wokalista Hansi Kürsch, wykonujący ją w oryginale.
- Utwór "European Super State" stanowi interpretację piosenki pod tym samym tytułem grupy Killing Joke, opublikowanej pierwotnie na albumie Absolute Dissent z 2010 roku.
- Utwór "Rivers Run Red" stanowi interpretację piosenki pod tym samym tytułem grupy Life of Agony, opublikowanej pierwotnie na albumie Rivers Run Red z 1993 roku.
- Epizodycznie w nagraniach albumu uczestniczył niemiecki duet komików Elsterglanz[28] (wraz z innymi osobami wykonali chórki w utworze "Valhalla").